# سیارک ۱۰۳۵

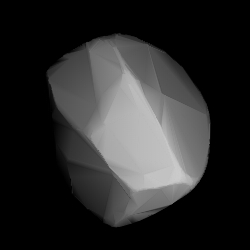
مدل سه‌بُعدی سیارک ۱۰۳۵ بر اساس منحنی نور آن

سیارک ۱۰۳۵ (به انگلیسی: 1035 Amata، نامگذاری:1924SW) هزار و سی و پنجمین سیارک کشف شده‌است که در ۲۹ سپتامبر ۱۹۲۴ و در هایدلبرگ کشف شد.
قدر مطلق سیارک برابر ۱۰٫۳۰ است.